# آلیس براون

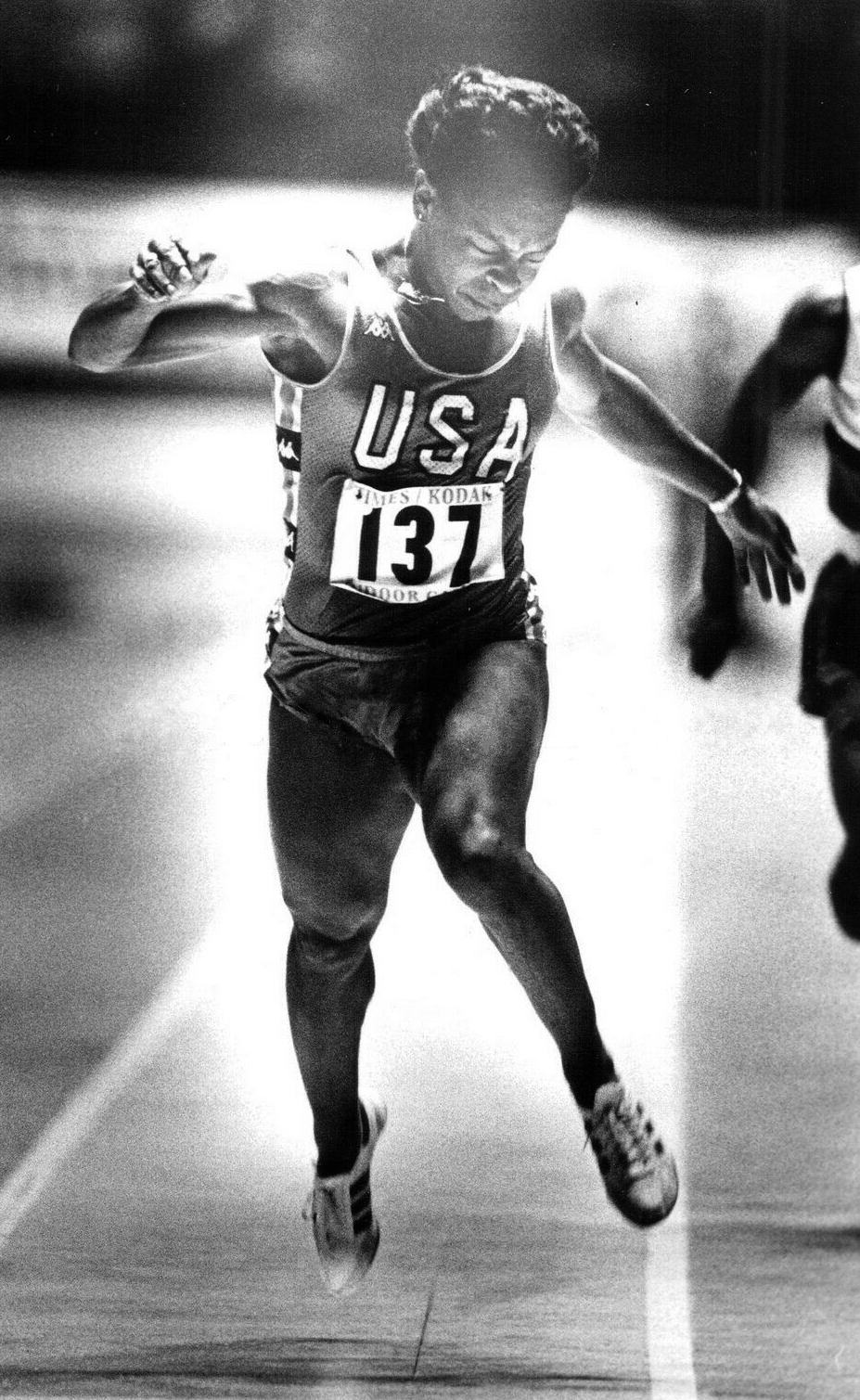
(L-R) Olympic medalist Alice Brown-Harris and Sarah Williams (Photo – Felita R. Kealing).

آلیس براون (انگلیسی: Alice Brown؛ زادهٔ ۲۰ سپتامبر ۱۹۶۰) دونده اهل ایالات متحده آمریکا بود.